# Tân Long, Tuyên Quang
Tân Long là một xã thuộc tỉnh Tuyên Quang, Việt Nam.
Xã có diện tích 35,66 km², dân số năm 1999 là 4823 người, mật độ dân số đạt 135 người/km².